# Main-Barockorchester Frankfurt
Le Main-Barockorchester Frankfurt (Orchestre baroque du Main - Francfort) est un ensemble allemand de musique baroque et classique fondé en 1998 et basé à Francfort-sur-le-Main, adepte de l'interprétation historiquement informée, soit l'interprétation sur instruments anciens (ou copies d'instruments anciens).

## Nom
La première partie du nom de l'orchestre désigne la rivière Main qui arrose Francfort : ce préfixe permet de le distinguer du Barockorchester Frankfurt, fondé en 1986 par Joachim Carlos Martini.

## Historique
Le Main-Barockorchester Frankfurt a été fondé en 1998. La fonction de chef d'orchestre et de premier violon de l'orchestre est assurée depuis 1999 par Martin Jopp, un violoniste qui dirige l'Ensemble 1800 depuis 1992 et la Freie Kammersinfonie du Bade-Wurtemberg depuis 1996 et est également membre de L'Orfeo Barockorchester.
Le Main-Barockorchester Frankfurt donne ses propres séries de concerts à Giessen et dans le réfectoire du couvent des Carmélites à Francfort-sur-le-Main.
L'orchestre est invité à de nombreux festivals et concerts renommés, comme l'été culturel de Hohenlohe, les concerts au musée des instruments de musique de Berlin, les concerts de la radio bavaroise à Nuremberg, les Journées internationales Bach (Internationale Bachtage), les Journées de la musique ancienne de Ratisbonne (Tage Alter Musik Regensburg), le printemps d'Haidelberg (Heidelberger Frühling), et les Journées de la musique ancienne de Herne (Tage der Alten Musik in Herne).
Dans le cadre de ses concerts et enregistrements, le Main-Barockorchester Frankfurt collabore régulièrement avec des solistes tels que Hannes Rux, Xenia Löffler, Johanna Seitz et Wolf Matthias Friedrich.
La soprano et harpiste Arianna Savall, fille de Jordi Savall, a également collaboré avec l'orchestre,,.

## Répertoire
Le Main-Barockorchester Frankfurt est spécialisé dans l'interprétation de la musique ancienne sur instruments originaux.
Son répertoire s'étend de la musique instrumentale du baroque italien et français aux œuvres symphoniques du début du classique, sans oublier des cantates, des passions, des oratorios et des opéras,,.
L'orchestre porte également un intérêt particulier aux œuvres oubliées de compositeurs tels que Johann Wilhelm Hertel, Johann Melchior Molter et Johann Friedrich Fasch.

## Distinctions
Plusieurs enregistrements parus sous le label Aeolus (Fasch, Hertel et Molter) ont reçu une récompense : CD du mois de la Radio de Hesse (Hessischer Rundfunk), Diapason, CD du mois dans le magazine mensuel de musique classique allemand Fono Forum.

## Discographie sélective
Le Main-Barockorchester Frankfurt a réalisé des enregistrements pour les labels Aeolus et Accent, :
- 2003 : Concerti & Sinfoniae de Johann Friedrich Fasch (Aeolus)
- 2005 : Concerti, Sinfonie de Johann Wilhelm Hertel (Aeolus)
- 2009 : Sonata Grossa (Orchestral works) de Johann Melchior Molter (Aeolus)
- 2016 : Six Concertos, Sonata a tre de Pietro Gnocchi (Aeolus)
- 2019 : Apollo e Dafne de Carl Heinrich Graun (Accent)